# Adetus vanduzeei
Adetus vanduzeei är en skalbaggsart som beskrevs av Linsley 1934. Adetus vanduzeei ingår i släktet Adetus och familjen långhorningar. Inga underarter finns listade i Catalogue of Life.